# Грипенберг
Грипенберг (швед. Gripenberg) — российский (финляндский) дворянский род шведского происхождения.

## Происхождение
Родоначальник их, Иоанн Витман из Эстергётланда, военный комиссар, был возведен в Швеции в дворянское достоинство с фамилией Грипенберг в 1678 году, и внесён в матрикул под № 931. Одна ветвь этого рода, принявшая русское подданство и проживавшая в Великом княжестве Финляндском и Российской империи, получила баронское достоинство.

## Описание герба
В лазуревом щите, на зелёной горе золотой гриф (гласный герб: grip — гриф и berg — гора), держащий в правой передней лапе серебряное ядро.
Тот же герб повторён в щитке баронского герба. Девиз баронского герба CAESARI ET PATRIAE (Императору и отечеству).

## Представители династии
- Грипенберг, Йохан Ульрик Себастиан[фин.] (1795—1869) — сенатор Финляндского Сената, 1/13 января 1865 году возведён с нисходящим потомством в баронское Великого Княжества Финляндского достоинство и 13/25 апреля 1866 года его род был внесён в матрикул Рыцарского Дома ВКФ в число баронских родов под № 48.
- Грипенберг, Аксель Севастьянович (1833—1918) — губернатор Улеаборгской губернии (1886—1889)
- Гриппенберг, Казимир Казимирович (1836—1908) — контр-адмирал, участник войны 1853—1856 годов, исследователь Тихого океана на шхуне «Восток», командир сводного отряда моряков во время «Третьей Американской экспедиции».
- Гриппенберг, Оскар-Фердинанд Казимирович (1838—1915) — русский генерал от инфантерии (6 декабря 1900 года), участник Крымской войны, Туркестанских походов и русско-турецкой войны 1877—1878 годов, командующий 2-й Манчжурской армией в русско-японской войне.
- Грипенберг, Иоханнес[фин.] (1842—1893) — в 1889—1891 годах губернатор Санкт-Михельской губернии Великого княжества Финляндского.
- Грипенберг, Себастиан (1850—1925) — финский архитектор.
- Грипенберг, Александра (1857—1913) — финская писательница, политик, феминистка.
- Грипенберг, Бертель (1878—1947) — финский шведскоязычный писатель.
- Гриппенберг, Александр Оскарович (1879—1935) — генерал-майор Российской императорской армии, участник русско-японской и мировой войн[1].
- Грипенберг, Мэгги (1881—1976) — финская балерина.